# Austroplebeia percincta
Austroplebeia percincta är en biart som först beskrevs av Cockerell 1929.  Austroplebeia percincta ingår i släktet Austroplebeia och familjen långtungebin. Inga underarter finns listade.